# Vilhelm 1. af Nederlandene
Vilhelm 1. (født som Willem Frederik 24. august 1772 i Haag, død 12. december 1843 i Berlin) var den første konge af Nederlandene fra 1815 til 1840.
Vilhelm var søn af Vilhelm 5., den sidste arvestatholder i Nederlandene, der levede i eksil i London fra 1795 som følge af Den Bataviske Revolution. I forbindelse med Wienerkongressen 1814–1815 blev Vilhelm i 1815 konge over et nydannet rige, Det Forenede Kongerige Nederlandene, som udover det nuværende Nederlandene også omfattede Belgien og Luxemburg.
Belgierne var imidlertid utilfredse med Vilhelms styre. De gjorde oprør i 1830. I 1839 godkendte de europæiske stormagter Belgien som en ny stat. Vilhelm abdicerede i 1840 til fordel for sin søn, Vilhelm 2. af Nederlandene. 
I 1791 giftede han sig med Vilhelmine af Preussen (1774 – 1837). De fik sønnerne 
Vilhelm 2. af Nederlandene (1782 – 1849) og Frederik (1797 – 1881). Han giftede sig anden gang i 1841 med Henriette d'Oultrement (1792 – 1864), der havde været hofdame hos hans hustru.